# 숙용 전씨
숙용 전씨(淑容 田氏, ? ~ 1506년)는 연산군의 후궁이다.

## 생애
본명은 전비(田非). 연산군의 총애를 받으며 그 권세를 등에 업고 횡포를 부려 악명이 높았다. 달성군(達城君) 서거정(徐居正)의 서자 서복경(徐福慶)은 전씨에게 뇌물을 바치고 벼슬을 얻었다. 또한 전씨의 외삼촌인 전동(田同)이 조카딸의 권력을 믿고 백성들의 재물을 빼앗았는데 지방 수령들은 그에게 잘 보이기 위하여 전동을 초대하여 잘 대접하였다고 한다. 1505년(연산군 11) 숙용(淑容)으로 품계가 높아졌다. 중종반정이 일어난 1506년 9월 2일 군기시(軍器寺) 앞에서 사형되었다.

## 가족관계
친정 담양 전씨(潭陽 田氏)
- 아버지 : 미상
- 어머니 : 미상
- 족친 : 김귀존(金貴存)

왕가 전주 이씨(全州 李氏)
- 시아버지 : 제9대 성종대왕(成宗大王, 1457~1494, 재위 1469~1495)
- 시어머니 : 폐비 윤씨(廢妃 尹氏, 1455?~1482)
  - 남편 : 제10대 연산군(燕山君, 1476~ 1506, 재위 1494~1506)
    - 딸 : 옹주(翁主, 1505~1505)[3]

## 같이 보기
- 연산군
- 중종반정